# 1706 na ciência

## Nascimentos
| Data          | Nome              | Profissão                      | Nacionalidade  | Observações                 | Ref   |
| ------------- | ----------------- | ------------------------------ | -------------- | --------------------------- | ----- |
| 17 de janeiro | Benjamin Franklin | escritor, estadista e inventor | Estados Unidos | m. 1790                     |       |
| ?             | John Belchier     | cirurgião                      | Reino Unido    | m. 1785 Medalha Copley 1737 | [ 1 ] |

## Mortes
| Data | Nome | Profissão | Nacionalidade | Observações | Ref |
| ---- | ---- | --------- | ------------- | ----------- | --- |